# Prečna
Prečna este o localitate din comuna Novo mesto, Slovenia, cu o populație de 415 locuitori.